# Flavia Maxima Constantia
Flavia Maxima Constantia (361/362 - 383) est la dernière descendante directe de Constantin le Grand et la fille posthume de Constance II par sa troisième femme Faustina,. Elle devient impératrice comme épouse de Gratien.

## Biographie

### Jeunesse
Les oncles paternels de Constantia étaient Crispus, Constantin II et Constant Ier. Ses tantes paternelles étaient Constantina, épouse en premières noces d'Hannibalien et en secondes de Constantius Gallus, et Hélène, épouse de Julien.
Le 3 novembre 361, Constance II est mort de fièvre à Mopsucrène, près de Tarse, en Cilicie. Il s'est dirigé vers l'ouest de l'Empire pour faire face à la révolte par Julien, son cousin germain et beau-frère. Dans une décision sur son lit de mort, Constance avait officiellement reconnu Julien comme son héritier. Quand Constantia naquit plus tard, Julien était déjà fermement établi sur le trône.
Le 26 juin 363, Julien a été mortellement blessé lors de la bataille de Ctésiphon contre les forces du sassanide Shapur II. Sa mort sans successeur désigné laisse Constantia comme dernière descendante de la dynastie constantinienne.
Constantia et sa mère Faustina étaient présentes quand Procope, cousin de Julien, a reçu en septembre 365 les insignes impériaux dans Constantinople. Procope tente de se présenter comme l'héritier légitime de la dynastie constantinienne en défilant devant les troupes, tenant dans ses bras la petite Constantia âgée de quatre ans. Le 27 mai 366, Procope, vaincu et abandonné par ses soldats, est exécuté par l'empereur légitime Valens. Après cela Faustina ne réapparait plus dans les sources, au contraire de Constantia.

### Impératrice
En 374, Constantia atteignit l'âge nubile, fixé à douze ans par la loi romaine, et épousa Gratien, le fils aîné de Valentinien Ier, qui en avait environ quatorze et était co-empereur. Encore fiancée, elle manqua de peu d'être capturée lors d'un raid de Quades qui avaient franchi le Danube, et put fuir se réfugier à Sirmium.
Le couple n'a pas eu d'enfant. Le 27 juin 374, la dédicace d'un complexe de bain en Calabre, mentionne d'abord Constantia comme impératrice à côté de sa belle-mère Justina.
Au cours de l'année suivant le mariage, Valentinien a déplacé sa capitale vers Aquincum, en Pannonie, pour pouvoir mieux coordonner son offensive contre  les Quades. En 375, à la mort de son père, Gratien devient empereur, avec son demi-frère cadet Valentinien II.
Plusieurs impératrices ont été représentées sur des monnaies romaines, mais le numismate Henry Cohen ne recense aucune émission consacrée à Constantia.
L'impératrice meurt en 383,. Le Chronicon Paschale date l'arrivée des restes de Constantia à Constantinople au 31 août 383.